# Midtfyns Festival
Midtfyns Festival blev i 1976 startet af Peter Færgemann (1947-1991) og blev nedlagt før afholdelsen af festivalen i 2004 pga. svigtende billetsalg. I 2006 prøvede man for første gang at genoplive festivalen, men det lykkedes ikke. I 2019 vendte festivalen tilbage. I sin storhedstid konkurrerede Midtfyns Festival med Roskilde Festival om at være den største musikbegivenhed i Nordeuropa[kilde mangler]. Midtfyns Festival havde da en mere mainstream musikprofil end Roskilde Festival[kilde mangler].

## Historie
1989 var det eneste år, hvor Midtfyns Festival med 63.000 betalende gæster var større end Roskilde Festival. Tracy Chapman var et af hovednavnene det år.
I 2001 overtog Odense Boldklub A/S driften af festivalen. I december 2003, efter to år med underskud, solgte boldklubben festivalen videre til Knud Bjerre. Han måtte i juni 2004 begære Midtfyns Festival konkurs kun få uger før festivalens start.
I de senere år havde Midtfyns Festivalen stor succes med spillestedet Natuglen, hvor mere eller mindre kendte optrådte[kilde mangler]. Det var bl.a. her, Poul Kjøller (kendt fra bl.a. Kaj og Andrea) fik et comeback i 1990'erne med sange som Rokketanden og Jeg er så glad for min cykel.[kilde mangler].
Henrik Malmkjær forsøgte i 2006 at genoplive festivalen, men måtte opgive.
Midtfyns Efterskole har købt navnet "Midtfyns Festival" og afholdt en festival på egen grund med bands fra skolen.
I 2018 meldte lokale ildsjæle ud, at Midtfyns Festival ville genopstå. Styregruppen forklarede dog, at man valgte at rykke festivalen til Ryslinge Efterskole, da man i første omgang ikke regnede med at kunne nå op på et deltagertal, som gav mening i forhold til at gøre brug af den gamle festivalplads, hvor arrangementet tidligere har været afholdt. Den 3. april 2018 meldte man ud, at festivalen ville se dagens lys igen den 24. og 25. maj 2019.

## Optrædende
Af store navne som har optrådt på Midtfynsfestivalen kan nævnes:
- A Perfect Circle (2000)
- Aerosmith
- Alannah Myles
- Alice Cooper (1990)
- Baal (1996)
- Badly Drawn Boy
- BB King
- Belly
- bellybutton (2000)
- Ben Folds Five (1998)
- Big Fat Snake
- Björn Afzelius (1989)
- Blur
- Bob Geldof
- Bob Dylan (1991)
- Bob hund
- Bon Jovi (1995)
- Bryan Adams
- Chuck Berry
- Coldplay
- Counting Crows
- D-A-D
- Danser med Drenge (1995)
- Daryl Braithwaite (1990)
- Dave Matthews Band (1995)
- David Bowie (1997)
- Dire Straits
- Dizzy Mizz Lizzy (1996)
- Faith No More
- The Fall
- The Flaming Lips
- Gary Moore
- Gun
- Herbie Hancock
- The Human League
- Iggy Pop (1996)
- INXS

- Iron Maiden (1996)
- James Brown
- Jamiroquai
- Joan Baez
- Johnny Cash (1994)
- Kashmir
- The Kelly Family
- Kim Larsen & Kjukken (1997)
- The Kinks
- Kool & the Gang
- Lenny Kravitz
- Lou Reed
- Manic Street Preachers
- Megadeth
- Mezzoforte
- Miles Davis
- Moby (2000)
- Moloko
- The Moody Blues (1990)
- Mötorhead
- Muse (gruppe)
- No Doubt (2002)
- Pat Orchard (1994)
- Placebo
- Pulp
- R.E.M. (2003)
- Rage Against The Machine (1994)
- Ramones
- Robert Plant
- Robbie Williams
- Roben & Knud
- Roxette
- Runrig
- Santana
- Simple Minds
- Skunk Anansie (1997)
- Sort Sol
- Stevie Ray Vaughan (1988)
- Steel Pulse
- Suede
- Terence Trent D´Arby
- Texas
- Tom Jones
- Toto
- Tower of Power
- Tracy Chapman
- Tricky
- Walter Trout (1989)
- Weather Report
- Willie Nelson
- ZZ Top